# Моя любимая девушка
«Моя любимая девушка» (англ. My Best Girl) — любовная мелодрама 1927 года.

## Сюжет
Мэгги — продавщица в магазине дешёвых товаров. Она влюблена в Джо Меррилла, сына хозяина, и он отвечает девушке взаимностью. Мистер Меррилл хочет, чтобы Джо женился на Миллисент Роджерс, и, узнав о любви сына, пытается откупиться от Мэгги, но та отвергает его предложение.
Позднее она соглашается бросить любимого ради его же блага. Поняв, что её любовь бескорыстна, Мистер Меррилл соглашается на брак сына и Мэгги.

## Интересные факты
- Премьера фильма состоялась 31 октября 1927 года.
- Этот фильм — последняя немая картина Мэри Пикфорд.
- Дуэт с Пикфорд составил актер Чарльз «Бадди» Роджерс, за которого она через 10 лет вышла замуж.

## В ролях
- Мэри Пикфорд — Мэгги Джонсон
- Чарльз Роджерс — Джо Меррилл
- Саншайн Харт — Ма Джонсон
- Люсьен Литтлфилд — Па Джонсон
- Хобарт Босворт — Мистер Меррилл
- Эвелин Холл — Миссис Меррилл
- Эвонна Тейлор — Миллисент Роджерс
- Кэрол Ломбард — продавщица (нет в титрах)
- Найджел Де Брулир — разносчик карандашей (в титрах не указан)